# Ochraethes zebratus
Ochraethes zebratus là một loài bọ cánh cứng trong họ Cerambycidae.